# Södra Ängmossetjärnen
Södra Ängmossetjärnen är en sjö i Karlskoga kommun i Värmland och ingår i Göta älvs huvudavrinningsområde. Sjön är 8 meter djup, har en yta på 0,009 kvadratkilometer och befinner sig 231 meter över havet.